# Sofia Open 2019
Sofia Open 2019  byl tenisový turnaj mužů na profesionálním okruhu ATP Tour, hraný v místním areálu na krytých dvorcích s tvrdým povrchem. Probíhal mezi 4. až 10. únorem 2019 v bulharské metropoli Sofii jako čtvrtý ročník turnaje.
Turnaj se řadil do kategorie ATP Tour 250. Do dvouhry nastoupilo dvacet osm hráčů a ve čtyřhře startovalo šestnáct párů. Celkový rozpočet činil 586 140 eur. Nejvýše nasazeným hráčem ve dvouhře se stal šestnáctý tenista světa Karen Chačanov z Ruska, jenž dohrál ve druhém kole na raketě Berrettiniho. Posledním přímým účastníkem v hlavní singlové soutěži byl 93. hráč žebříčku Srb Laslo Djere.
Čtvrtou singlovou trofej na okruhu ATP Tour vybojoval Rus Daniil Medveděv. První společný titul ve čtyřhře ATP si odvezl chorvatsko-rakouský pár Nikola Mektić a Jürgen Melzer.

## Rozdělení bodů
| Soutěž  | vítězové | finalisté | semifinalisté | čtvrtfinalisté | 16 v kole | 32 v kole | Q  | Q2 | Q1 |
| ------- | -------- | --------- | ------------- | -------------- | --------- | --------- | -- | -- | -- |
| dvouhra | 250      | 150       | 90            | 45             | 20        | 0         | 12 | 6  | 0  |
| čtyřhra | 250      | 150       | 90            | 45             | 0         | —         | —  | —  | —  |

### Finanční odměny
| Soutěž                              | vítězové | finalisté | semifinalisté | čtvrtfinalisté | 16 v kole | 32 v kole | Q2     | Q1     |
| ----------------------------------- | -------- | --------- | ------------- | -------------- | --------- | --------- | ------ | ------ |
| dvouhra                             | €90 390  | €48 870   | €26 990       | €15 335        | €8 815    | €5 285    | €2 555 | €1 280 |
| čtyřhra                             | €29 650  | €16 200   | €8 240        | €4 710         | €2 760    | —         | —      | —      |
| částka ve čtyřhře je uvedena na pár |          |           |               |                |           |           |        |        |

## Dvouhra mužů

### Nasazení
| Stát                          | Hráč                  | ATP | Nasazení |
| ----------------------------- | --------------------- | --- | -------- |
| Rusko                         | Karen Chačanov        | 11. | 1.       |
| Řecko                         | Stefanos Tsitsipas    | 12. | 2.       |
| Rusko                         | Daniil Medveděv       | 16. | 3.       |
| Španělsko                     | Roberto Bautista Agut | 18. | 4.       |
| Gruzie                        | Nikoloz Basilašvili   | 22. | 5.       |
| Španělsko                     | Fernando Verdasco     | 26. | 6.       |
| Francie                       | Gaël Monfils          | 33. | 7.       |
| Itálie                        | Andreas Seppi         | 37. | 8.       |
| Žebříček ATP k 28. lednu 2019 |                       |     |          |

### Jiné formy účasti
Následující hráčí obdrželi divokou kartu do hlavní soutěže:
- Adrian Andrejev
- Dimitar Kuzmanov
- Viktor Troicki

Následující hráči postoupili z kvalifikace:
- Daniel Brands
- Alexandr Lazarov
- Yannick Maden
- Stefano Travaglia

### Odhlášení
v průběhu turnaje
- Roberto Bautista Agut

## Mužská čtyřhra

### Nasazení
| Stát                                                                                   | Hráč              | Stát       | Hráč             | ATP | Nasazení |
| -------------------------------------------------------------------------------------- | ----------------- | ---------- | ---------------- | --- | -------- |
| Nizozemsko                                                                             | Jean-Julien Rojer | Rumunsko   | Horia Tecău      | 49. | 1.       |
| Spojené království                                                                     | Dominic Inglot    | Chorvatsko | Franko Škugor    | 50. | 2.       |
| Indie                                                                                  | Rohan Bopanna     | Indie      | Divij Šaran      | 77. | 3.       |
| Nizozemsko                                                                             | Robin Haase       | Nizozemsko | Matwé Middelkoop | 77. | 4.       |
| Žebříček ATP k 28. lednu 2019; číslo je součtem žebříčkového postavení obou členů páru |                   |            |                  |     |          |

### Jiné formy účasti
Následující páry obdržely divokou kartu do hlavní soutěže:
- Adrian Andrejev /  Dimitar Kuzmanov
- Alexandr Donski /  Alexandr Lazarov

### Odhlášení
v průběhu turnaje
- Nikoloz Basilašvili

## Přehled finále

### Mužská dvouhra
- Daniil Medveděv vs.  Márton Fucsovics, 6–4, 6–3

### Mužská čtyřhra
- Nikola Mektić /  Jürgen Melzer vs.  Sie Čeng-pcheng /  Christopher Rungkat, 6–2, 4–6, [10–2]